# Анисимовы
Анисимовы, устар. Онисимовы — русский дворянский род.
Среди участников Ливонского похода 1559 года упоминается Григорий Леонтьевич Анисимов. В 1573 году опричником Ивана Грозного числился Семён Онисимов. Александр Онисимов был дьяком в Литовском приказе с 1663 по 1666 год и в Челобитном приказе в 1667 года, воевода в Казани в 1670 году и в Свияжске в 1672 году. Адриан Онисимов был воеводой в Валках в 1653 году, в 1663 году дьяком в Поместном приказе. Шесть Анисимовых в 1699 году владели населёнными имениями.